# Premio Anna Seghers
Il Premio Anna Seghers (Anna Seghers-Preis) è un riconoscimento letterario tedesco attribuito annualmente a giovani autori poco conosciuti provenienti dai paesi di lingua tedesca e latinoamericani.
È stato istituito nel 1986 in memoria della scrittrice Anna Seghers che nel suo testamento aveva espresso la volontà che i proventi delle sue opere fossero utilizzati per sostenere i giovani scrittori della Repubblica Democratica Tedesca e dei paesi latinoamericani.
Riconosce a ciascun vincitore un premio in denaro di 12500 euro assegnato a partire dal 1995 dalla Fondazione Anna Seghers.

## Albo d'oro
- 1986: Ingeborg Arlt, Omar Saavedra Santis
- 1987: Kerstin Hensel, Ramón Díaz Eterovic, Gioconda Belli
- 1988: Kathrin Schmidt, Jens Sparschuh
- 1989: Annett Gröschner, Jörg Kowalski
- 1990: Arturo Arias, Daína Chaviano, Johannes Jansen, Reinhard Jirgl, Sonja Voß-Scharfenberg
- 1991: Associazione Haus für Strassenkinder
- 1992: Ines Eck
- 1993: Alois Hotschnig
- 1994: João Ubaldo Ribeiro
- 1995: Marion Titze
- 1996: Michael Kleeberg, Miguel Vitagliano
- 1997: Ulrich Peltzer, Carmen Boullosa
- 1998: Róža Domašcyna, David Mitrani Arenal
- 1999: Stefanie Menzinger, Hermann Bellinghausen
- 2000: Melanie Gieschen, Alonso Cueto
- 2001: Ana Teresa Torres, Carsten Probst
- 2002: Rafael Gumucio, Lutz Seiler
- 2003: Catalin Dorian Florescu
- 2004: Claudia Hernández González, Jan Wagner
- 2005: Cristina Rivera Garza, Ulf Stolterfoht
- 2006: Nico Bleutge, Pedro Lemebel
- 2007: Fabián Casas, Katja Oskamp
- 2008: Lukas Bärfuss, Alejandra Costamagna
- 2009: Daniela Dröscher, Guadalupe Nettel
- 2010: Félix Bruzzone, Andreas Schäfer
- 2011: Sabrina Janesch, Lina Meruane
- 2012: Olga Grjasnowa, Wilmer Urrelo Zaráte
- 2013: Non assegnato
- 2014: Non assegnato
- 2015: Nino Haratischwili
- 2016: Yuri Herrera
- 2017: Maren Kames
- 2018: Julián Fuks, Manja Präkels
- 2019: Fernanda Melchor, Joshua Groß
- 2020: Ivna Žic, Hernán Ronsino[4]
- 2021: Francis Nenik, Magela Baudoin[5]
- 2022: Yael Inokai, Alia Trabucco Zeran[6]
- 2023: Makenzy Orcel, Bonn Park[7]
- 2024: Johannes Herwig, Carlos Fonseca Suárez[8]